# Grupo Ação Democrática Independente
Die Grupo Ação Democrática Independente (dt.: „Gruppe der Unabhängigen demokratischen Aktion“) ist eine parlamentarische Gruppe im Umkreis der Partei Acção Democrática Independente in der Assembleia Nacional von São Tomé und Príncipe. Die Fraktion wurde im November 1994 bei der Bildung des Parlaments in der 5. Legislaturperiode gebildet.

## Wahlergebnisse
| Datum       | Legislaturperiode     | Sitze                             | Entwicklung                       | Führer                            | Stellvertreter                    |
| ----------- | --------------------- | --------------------------------- | --------------------------------- | --------------------------------- | --------------------------------- |
| 1994        | 5. Legislaturperiode  | 14                                | -                                 |                                   |                                   |
| 1998        | 6. Legislaturperiode  | 16                                | 2                                 |                                   |                                   |
| März 2002   | 7. Legislaturperiode  | Im Verbund der Groupe Uê Kédadji. | Im Verbund der Groupe Uê Kédadji. | Im Verbund der Groupe Uê Kédadji. | Im Verbund der Groupe Uê Kédadji. |
| August 2002 | 7. Legislaturperiode  | 5                                 | 11                                |                                   |                                   |
| 2006        | 8. Legislaturperiode  | 11                                | 6                                 |                                   |                                   |
| 2010        | 9. Legislaturperiode  | 26                                | 15                                | Idalécio Quaresma                 |                                   |
| 2014        | 10. Legislaturperiode | 33                                | 7                                 | Idalécio Quaresma                 |                                   |
| 2018        | 11. Legislaturperiode | 25                                | 8                                 | Abnildo Oliveira                  | Ekeneide dos Santos               |

## Zusammensetzung

### 11. Legislaturperiode 2018
- District de Pagué:
  - Carlos Alberto Pires
  - Carlos Cassandra Correia
  - Anaydi dos Prazeres Ferreira
- District d'Água Grande:
  - Ilza Amado Vaz
  - Olinto Daio
  - Levy Nazaré (ausgeschlossen 2020[2])
  - Ekeneide dos Santos
  - Elísio Teixeira
  - Carlos Vila Nova
- District de Cantagalo:
  - Domingos Boa Morte
  - Paulo Jorge Carvalho
  - Adilson Managem
  - José da Graça Diogo
- District de Caué:
  - Mário Fernandes
- District de Mé-Zóchi:
  - Alexandre Guadalupe
  - José Miguel
  - Abnildo d'Oliveira
  - Idalécio Quaresma
  - Alda dos Ramos
  - Celmira Sacramento
  - Arlindo dos Santos
- District de Lobata:
  - Arlindo Ramos
  - Patrice Trovoada (gab 2018 seine Ämter auf[3])
- District de Lembá:
  - André Varela Ramos
  - Álvaro Santiago

### 10. Legislaturperiode (2014–2018)
- Joaquim Afonso
- Nenésio Afonso
- Salcedas d'Alva Teixeria B. Cheida
- José António
- Brito Vaz d'Assunção do Esperito Santo
- Gabriel Barbosa
- António Barros
- Adolfo Borjas
- José Carlos
- Evaristo Carvalho
- Egrinaldino de Carvalho Viegas de Ceita
- Bilaine Ceita
- Carlos Correia
- José Costa Alegre
- Martinho Domingos
- Mário Fernando
- Ismael da Glória do Espiríto Santo
- Manuel da Graça
- José da Graça Diogo
- Pedro Jorge
- Adilson Managem
- Flávio Mascarenhas
- Ivo Mendoça da Costa
- Levy Nazaré
- Abnildo d'Oliveira
- Ossaquio Perpetua Rioa
- Ângela Pinheiro
- Sebastião Pinheiro
- Idalécio Quaresma
- Arlindo Quaresma dos Santos
- Alda Ramos
- Celmira Sacramento
- Wilder dos Santos
- Berlindo Silvério
- Jorge Sousa Pontes

### 9. Legislaturperiode (2010–2014)
- Idalécio Quaresma
- Evaristo Carvalho
- Carlos Correia
- José da Graça Diogo
- Sebastião Pinheiro
- Celmira Sacramento

### 8. Legislaturperiode (2006–2010)
- Octávio da Costa Boa Mort
- José da Graça Diogo
- José Fret Lau Chong
- Júlio Lopes Lima da Silva
- Herodes Sousa Pontes Rompão
- Idalécio Quaresma
- Evaristo Carvalho
- Júlio Smith Lima
- Patrice Trovoada
- Daniel da Trindade Luciano Ramos
- Alberto da Trindade Luís

### 7. Legislaturperiode (2002–2006)
- José da Graça Diogo
- José Fret Lau Chong